# Stanislav Rázl
Stanislav Rázl (13. dubna 1920 Sopotnice – 4. listopadu 1999 Praha) byl český a československý politik KSČ, který se v době od 8. ledna 1969 do 29. září 1969 stal historicky prvním předsedou vlády České socialistické republiky.

## Biografie

### Mládí
Vystudoval reálné gymnázium a byl přijat ke studiu na Karlovu universitu. Za okupace, po uzavření vysokých škol, studoval průmyslovou školu chemicko-textilní a následně za druhé světové války pracoval jako dělník a byl nuceně nasazen v Říši. Po válce absolvoval Vysokou školu ekonomickou v Praze. V roce 1945 vstoupil do Komunistické strany Československa.

### Kariéra v chemickém průmyslu
V  roce 1945 nastoupil jako technik do Spolku pro chemickou a hutní výrobu (Spolchemie) v Ústí nad Labem, kde byl v roce 1946 jmenován asistentem ředitele závodu a následně v roce 1947 tajemníkem centrálního ředitele Spolchemie na jejím generálním ředitelství v Praze.“ V letech 1951 až 1953 zastával funkci vedoucího odboru na ministerstvu chemického průmyslu, které bylo vytvořeno okolo původního pražského organizačního zázemí Spolchemie a v roce 1954 je jmenován náměstkem ministra chemického průmyslu. Z funkce náměstka ministra byl uvolněn, aby v letech 1956 až 1963 zastával místo podnikového ředitele Spolku pro chemickou a hutní výrobu v Ústí nad Labem, pro který již v letech 1945 až 1951 pracoval. Publikace o historii podniku Spolchemie a vzpomínky politika Karla Löbla ho popisují následovně: „Jako schopný manažer Rázl zanechal Spolchemii výrobní program, z něhož žil Spolek několik dalších desetiletí.“
"Bez ohledu na mimořádné výsledky Spolchemie, je od roku 1962 Stanislav Rázl stále více tvrdě kritizován vysokým stranickým vedením za "oportunismus", autoritářské vystupování při přehlížení stranických stanovisek a liberální přístup v navazování spolupráce s odborně, ale nikoliv politicky "bezúhonnými" lidmi. Mezi stranickou hierarchií je nazýván "průmyslovým králem" a jsou vytahovány závažná, podpásová obvinění. Jeho pozice jako úspěšného, ale stranicky nezávislého generálního ředitele jednoho z největších československých průmyslových koncernů, se stává neudržitelnou.“ Karel Löbl uvádí, že Rázl byl v roce 1963, po konfliktu s krajským tajemníkem KSČ Vlčkem, náhle odvolán ze všech funkcí. A oficiálně obviněn ze sabotáže, špionáže ve prospěch cizí mocnosti a dalších závažných zločinů, za něž mu hrozil i výjimečný trest. Obvinění však byla jako vykonstruovaná následně stažena. Touto částí osudů Stanislava Rázla se mj. volně inspiroval Jaroslav Dietl pro svůj seriál Československé televize „Okres na severu“.
V období let 1963 až 1965 je odvolán ze všech funkcí a stává se jen řadovým zaměstnancem, později vedoucím oddělení Výzkumného ústavu technicko-ekonomického v Praze. Zde napsal práci Plán a trh, která navrhovala zavedení prvků tržního hospodářství do plánované socialistické ekonomiky. Tuto práci Rázlovi oponoval mj. Ota Šik a v odborných ekonomických kruzích vzbudila značnou polemiku.[zdroj?]
V letech 1965 až 1968 se Stanislav Rázl stal ředitelem odboru perspektivního rozvoje na ministerstvu chemického průmyslu. V dubnu 1968 se stal ministrem chemického průmyslu Československé socialistické republiky (první vláda Oldřicha Černíka) a tuto funkci zastával až do konce roku 1968).

### Rok 1968
V den invaze vojsk Varšavské smlouvy do Československa dne 21. srpna 1968 vydal Stanislav Rázl (spolu s dalšími ministry J. Hanusem, V. Kadlecem, J. Krejčím, B. Machačovou, F. Pencem, B. Suchardou, M. Štancelem, V. Vlčelem a V. Hromádkou) první veřejné prohlášení členů vlády ČSSR „na podporu všech legálně zvolených činitelů ČSSR“ a zároveň prohlásili „okupaci Československa za nezákonný akt“. Jako ministr se 22. srpna 1968 účastnil mimořádného zasedání vlády na Pražském hradě, kde bylo odmítnuto předání moci tzv. dělnicko-rolnické vládě a zároveň přijato vládní usnesení „o nesouhlasu s nezákonným vstupem vojsk Varšavské smlouvy do ČSSR“ a bylo rozhodnuto o podání oficiální protestní nóty vládě SSSR.
Místopředsedou vlády Oldřicha Černíka se stal i Gustáv Husák, který dostal za úkol připravit projekt federalizace Československa. Za tím účelem byla v květnu 1968 vytvořena rozsáhlá Federalizační komise, které Husák předsedal a jejímž místopředsedou, který řídil vlastní proces ekonomické a strukturální delimitace unitárního státu na tři nástupnické subjekty (Česká a Slovenská republika + federace) byl Stanislav Rázl. Příslušný ústavní zákon o federativním uspořádání státu byl přijat 28. října 1968 a od 1. ledna 1969 nabyl účinnosti.

### Předseda první české vlády
Na základě federalizace Československa se dne 8. ledna 1969 stal Stanislav Rázl historicky prvním předsedou vlády České socialistické republiky. Rázlova vláda byla poprvé od roku 1948 koncipována jako "vláda odborníků". Svůj slib nová první česká vláda složila dne 9. ledna 1969 v síni starého Českého sněmu, na Pražském hradě. Programové prohlášení první české vlády přednesl její premiér Stanislav Rázl dne 23. ledna 1969, přičemž bylo „koncipováno v duchu základních myšlenek reformního procesu roku 1968“.
Za palachiády se česká vláda „díky střídmému chování S. Rázla, navzdory různým doporučením ministra vnitra Grössera“ odmítla zachovat lhostejně. Na Palachův pohřeb byla vyslána oficiální vládní delegace. Neoficiálně se Palachova pohřbu účastnily dvě třetiny členů vlády, včetně premiéra Rázla.
Proces federalizace Československa se měl původně dotýkat i federalizování unitární KSČ tak, aby se českými problémy zabýval jen český stranický orgán, který by nebyl ovlivňován Slováky. Proto se ÚV KSČ na Husákův návrh usnesl, aby bylo v roce 1968 ustanoveno Byro KSČ pro řízení stranické práce v českých zemích, kam Rázl zasedl. Kromě Stanislava Rázla byli dalšími členy Byra zvoleni Oldřich Černík, Lubomír Štrougal nebo Čestmír Císař.

### Místopředseda české vlády a šéf České plánovací komise
Historik Jan Rychlík hodnotí Rázla jako zkušeného technokrata.
Jeho působení v čele české vlády ale skončilo v září 1969 s nástupem ostré fáze normalizace a dogmatičtější skupiny politiků. Na premiérském postu ho vystřídal konzervativní komunista Josef Kempný. Rázlova pozice se stávala politicky neudržitelnou a postupně vznikl tlak na jeho uvolnění z funkcí. Podle Karla Löbla tu byl i tlak i na jeho vyloučení z KSČ (vyloučeni z KSČ byli jeho rodinní příslušníci). V případě Rázla se však projevila určitá patronáž Gustáva Husáka, který na naléhání především Vasila Biľaka po odstranění Rázla reagoval slovy „a robotu bude robiť kto?“. Rázl si tak vysoké státní funkce zachoval i v následném období. Ve vládě Josefa Kempného a Josefa Korčáka, druhé vládě Josefa Korčáka, třetí vládě Josefa Korčáka a čtvrté vládě Josefa Korčáka zastával v letech 1969 až 1986 funkci místopředsedy vlády, ministra plánování ČSR a předsedy České plánovací komise.
Jeho vládní kolega Karel Löbl ale ve svých vzpomínkách tvrdí, že neformální role Stanislava Rázla byla mnohem silnější: „za Kempného a řadu let i za Korčáka byl jediným skutečným šéfem české vlády Rázl, se svými nespornými administrátorskými i fabrickými zkušenostmi, aplikací pružných stanovisek a zejména využíváním své rozhodující pozice předsedy České plánovací komise. Jeho vliv v oblasti celé ekonomiky, včetně českých odborových svazů, byl trvale veliký. Byl dán jeho schopnostmi, vazbou na Štrougala a především dobrými znalostmi české ekonomiky a plnou pomocí standardně sloužícího ministra financí.“
Po provedení federalizace Československa usedl v lednu 1969 rovněž do Sněmovny národů Federálního shromáždění. Do federálního parlamentu ho nominovala Česká národní rada. Ve federálním parlamentu setrval do konce funkčního období, tedy do voleb roku 1971. Dlouhodobě byl poslancem ČNR. Mandát v ní získal i ve volbách roku 1971, volbách roku 1976, volbách roku 1981 a volbách roku 1986.

### Závěr kariéry
Spojenecký vztah Stanislava Rázla s Lubomírem Štrougalem vydržel až do 80. let, kdy pro soustavné konflikty s levým (dogmatickým) křídlem jak v české vládě (Ladislav Adamec tehdy ještě nepatřil k pragmatickému křídlu – tam se přesunul až v 2. polovině 80. let), tak ve vedení KSČ, která odmítala provedení nutných ekonomických reforem, Rázl rezignoval na své vládní funkce. A odešel na méně významný post na Úřad předsednictva vlády ČSSR, kde pracoval coby vedoucí úřadu federální vlády a hlavní poradce předsedy vlády Lubomíra Štrougala.  Karel Löbl uvádí, že na úřadu vlády „Štrougalovi vytvořil důvěryhodné a dokonalé organizační zázemí“.
V roce 1975 mu byl udělen Řád práce, v roce 1980 Řád republiky.
Dcerou Stanislava Rázla je herečka Regina Rázlová. Ta se v pol. 90. let stala prezidentkou společnosti Skloexport, a.s. Na jaře 1998 bylo zahájeno trestní stíhání Rázla i jeho dcery ve věci trestného činu údajného zneužití informací v obchodním styku, které se týkalo podniku Skloexport. Rázl však v průběhu šetření věci zemřel. V roce 2007 soud ve věci Skloexportu skončil zprošťujícím rozsudkem v plném rozsahu. Již před tím zprošťující rozsudky v téže kauze vynesly soudy ve Švýcarsku a Rakousku.